# Asle Toje
Asle Toje (nacido el 16 de febrero de 1974) es el subdirector del Comité Noruego del Nobel (2018-2024). Es un becario de política exterior y anteriormente fue Director de Investigación en el Instituto Nobel de Noruega. Asle Toje  es un colaborador habitual del debate sobre política exterior noruega, incluso como columnista habitual en Dagens Næringsliv, Minerva  y Morgenbladet.  
Toje Es un proponente delrealismo neoclásico. En el discurso de política exterior noruega ha sido un defensor de la democracia, economía de mercado, la regla de ley, y conservadurismo. Se considera que Asle Toje pertenece a la misma tradición intelectual que Francis Fukuyama. En los últimos años, Toje ha dedicado la mayor parte de su tiempo a cuestiones en la intersección del desarme nuclear, la paz y la geopolítica.

## Carrera académica
Asle Toje se educó en las universidades de Oslo y Tromsø antes de estudiar relaciones internacionales (Dr. en Filosofía) En la Universidad de Pembroke, Cambridge, donde se graduó en 2006. Mientras estuvo en Cambridge, Toje trabajó en tres campos principales de estudio: teoría de relaciones internacionales, estudios bélicos y estudios europeos. Escribió su tesis de Ph.D titulado "Influencia estadounidense en las políticas de seguridad de la UE, 1998-2004", bajo la supervisión del Dr. Geoffrey Edwards.
Estudio bajo Kenneth Vals cuándo  se quedó como Socio Fulbright en la Universidad de Columbia 2004-2005 5 y fue investigador asociado en el Instituto Noruego de Estudios de Defensa 2007–2008.  En 2008, Toje fue un becario invitado en el Instituto de Estudios de Seguridad de la Unión Europea en París. Como académico, Toje es más conocido por haber desarrollado la tesis de la "negociación transatlántica" donde sostiene que la presencia de Estados Unidos a través de la OTAN  y la integración europea en la forma de la UE es un complejo integrado. Geir Lundestad escribió "Una lectura completamente agradable". Continuó: "El hecho de que la OTAN y la UE deban verse juntas es un punto que está bien planteado, especialmente en lo que respecta a la ampliación".
En 2010 Toje publicó el libro La Unión europea como pequeña potencia - después de la posguerra fría, que recibió buenas criticas. Entre ellos, el historiador y comentarista de política exterior Robert Kagan, quien escribió: "La gran fuerza del estudio absorbente, detallado y muy necesario de Asle Toje es mostrar qué papel podría esperarse que desempeñe la Unión Europea bajo la multipolaridad".
Philip Stephens de The Financial Times agregó: "En un análisis sorprendente de la política exterior y de seguridad en la década inicial del siglo, Asle Toje, un académico del Instituto Noruego del Nobel, concluye que Europa ha estado mostrando todas las características de una pequeña potencia - o más bien de una serie de pequeños poderes como La influencia limitada de la Unión coexiste con el poder limitado de Francia, Gran Bretaña y Alemania".
El Economista eligió el libro como una de sus "Lecturas recomendadas para la playa".

## Vida privada
Asle Toje es hijo de Frode Toje (n. 1944), médico y Eva Toje (nee. Kvalvik n. 1944), enfermera titulada. La familia Toje toma su nombre de una granja en Hallingdal. La familia de su madre proviene de Utsira, la isla más habitada al occidente de Noruega. Creció en Byremo, en el "sur profundo" de Noruega. Desde entonces, ha vivido y trabajado en varios países, incluidos Alemania, Francia, Bélgica, Inglaterra y Estados Unidos. Es conocido en su país natal por su plantación de robles, debido a su impacto benéfico sobre el clima, la flora y la fauna. Habla inglés y noruego e incursiona en alemán y español. Asle Toje está casado con Anne Kristine Lindblad Toje (n. 1980). Juntos tienen tres hijos.